# Clima Chișinăului
Acest articol dezvoltă secțiunea Climă al articolului principal, Chișinău
Clima Chișinăului este temperat continentală. Iarna este blândă, scurtă; vara e călduroasă și de lungă durată.

## Istoricul observațiilor meteorologice
Primele observații meteorologice au fost făcute în 1844, iar observații sistematice au fost făcute abia în 1886–1940 la Liceul Real și în 1885–1923 la Școala de Vinificație. Cercetări intense în domeniul climei au început în anii postbelici la stațiile meteo de la Râșcani (1944–1959) și de la Revaca (din 1959), precum și la Centrul Hidrometeorologic Chișinău.

## Luminozitate
Lumina solară anuală este de 2215 ore, cea mai puternică și îndelungată fiind înregistrată în iulie (329 ore), iar cea mai mică – în decembrie (54 ore). Anual sunt 71 zile fără soare (cu nebulozitate 100 %), cele mai multe fiind înregistrate iarna (40 zile). În iunie și în septembrie se înregistrează câte o zi fără soare, pe când în iulie–august astfel de zile lipsesc aproape cu desăvârșire.
| Indicatori meteo                | Lunile anului | Lunile anului | Lunile anului | Lunile anului | Lunile anului | Lunile anului | Lunile anului | Lunile anului | Lunile anului | Lunile anului | Lunile anului | Lunile anului | Anual |
| Indicatori meteo                | I             | II            | III           | IV            | V             | VI            | VII           | VIII          | IX            | X             | XI            | XII           | Anual |
| Temperatura medie, °C           | –3,5          | –2,5          | 2,6           | 9,5           | 15,8          | 19,3          | 21,5          | 20,7          | 15,9          | 10,1          | 3,9           | –0,9          | 9,4   |
| Temperatura maximă absolută, °C | 15            | 16            | 25            | 32            | 36            | 37            | 39            | 39            | 37            | 33            | 28            | 16            | 39    |
| Temperatura minimă absolută, °C | –30           | –32           | –23           | –9            | –2            | 4             | 8             | 7             | –1            | –16           | –22           | –22           | –32   |

## Anotimpuri

### Iarna

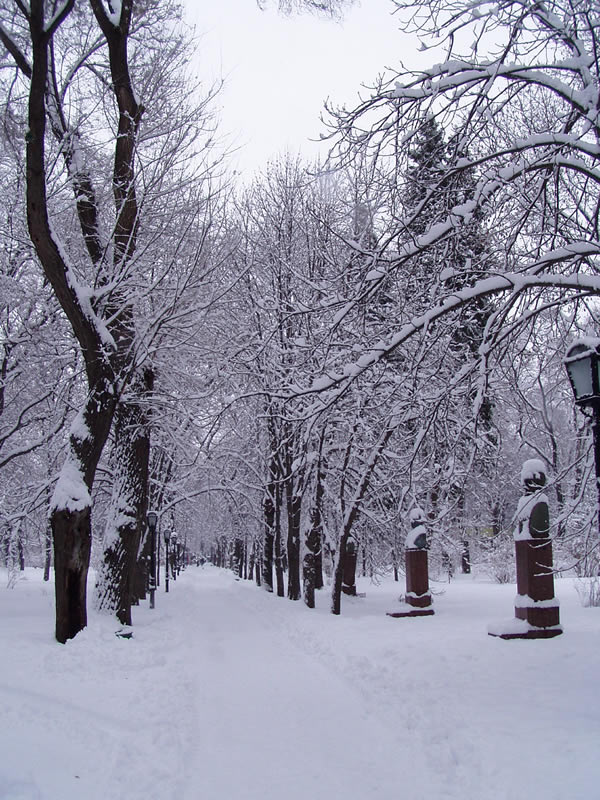
Iarna în Parcul Central din Chișinău

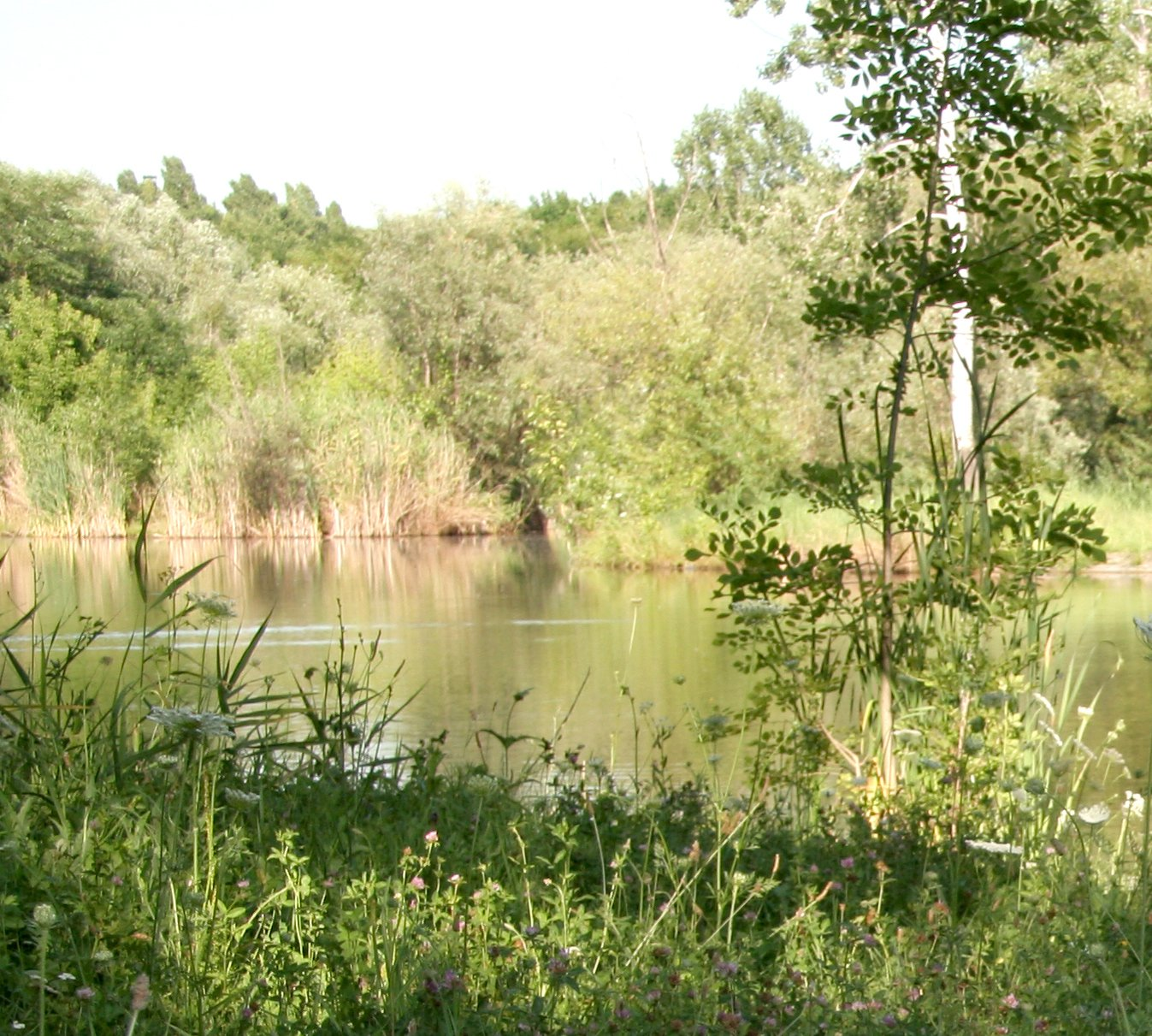
Vara în Grădina Botanică din Chișinău

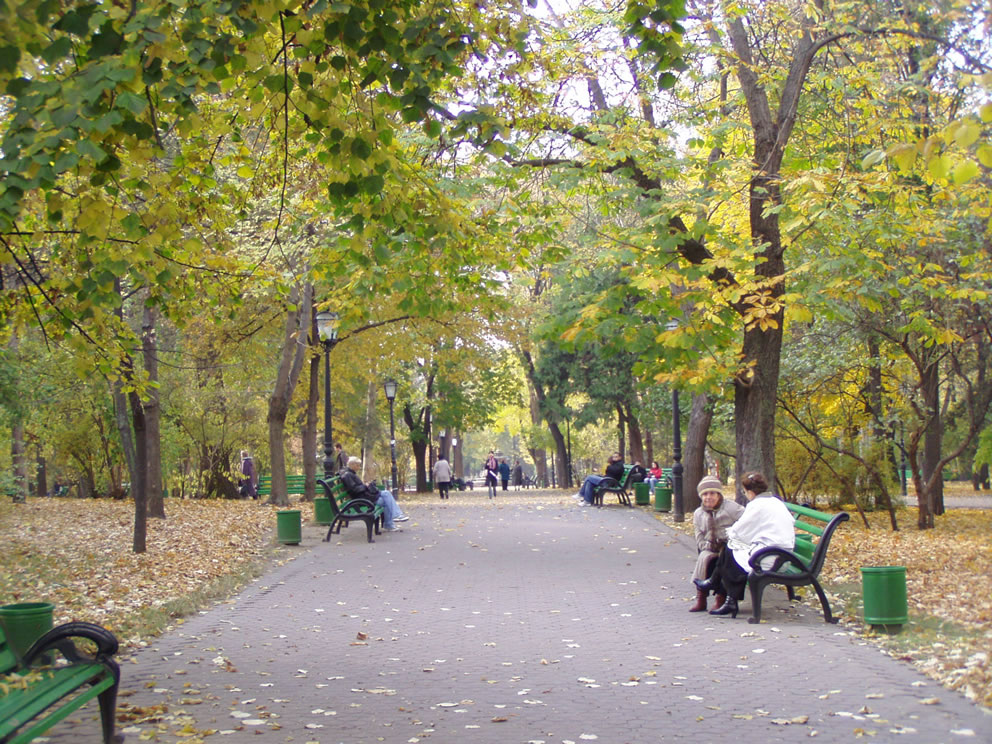
Toamna în Parcul Central din Chișinău

Iarna durează la Chișinău în medie 78 zile, cea mai mare durată înregistrată fiind 123 zile, iar cea mai mică – 31. Temperaturile perioadei de iarnă se evidențiază prin instabilitate. Temperaturile sub -5 °C sunt posibile din noiembrie până în martie. Aerul cald vine dinspre Oceanul Atlantic, Marea Mediterană și Marea Neagră, precum și în urma deplasării cicloanelor de la sud-vest și sud, iar cel rece dinspre Polul Nord. Cea mai rece lună este ianuarie (temperatura medie: -3,5 °C, în februarie e ceva mai cald: -2,5 °C). Scăderi bruște ale temperaturii (mai jos de -30 °C) sunt provocate de masele de aer ce vin din nord și nord-est, cu viteza medie de 4–5 m/s. Iarna predomină vremea posomorâtă: 16 zile posomorâte în ianuarie și 18 în decembrie

### Primăvara
Primăvara începe, la Chișinău, în medie la 1 martie. La început sunt posibile înghețuri, foarte periculoase pentru agricultură. Cel mai timpuriu ultim îngheț de primăvară înregistrat a avut loc pe 13 martie 1989, iar cel mai târziu – pe 10 mai 1912.
Din aprilie începe o creștere intensivă a temperaturii. În mai, valoarea ei ajunge la 15,8 °C. Primăvara durează, în oraș, în medie 70 de zile; se consideră că se termină în prima decadă a lunii mai.

### Vara
La mijlocul lunii mai începe vara, cu unele excepții în anumiți ani. În această perioadă numărul zilelor posomorâte scade brusc, până la 4 zile în lunile iulie–septembrie. Temperatura medie în iulie, cea mai călduroasă lună, este de 21,5 °C, în anumite perioade atingând 25, 30 sau chiar 35 °C. Aceste limite sunt caracteristice mai ales perioadei iunie–august. Temperatura de 25 °C și mai sus se menține timp de 15–22 zile, iar de 30 °C și mai mult – timp de 4–7 zile. În total, în perioada caldă se înregistrează 87 zile în care temperatura aerului depășește 25 °C. Arșița (t>30 °C) este condiționată de pătrunderea aerului uscat continental sau a aerului tropical din periferiile de sud sau de vest ale anticicloanelor din Asia Centrală sau din Africa de Nord. Vara se termină, de obicei, în a doua decadă a lunii septembrie. Temperatura medie sub 15 °C este considerată a prevesti toamna.

### Toamna
La Chișinău toamna sosește în jurul datei de 20 septembrie; coborârea temperaturii de la 10 la 5 °C are loc pe parcursul a 29 zile. Trecerea constantă a temperaturii medii zilnice sub 0 °C desemnează sfârșitul toamnei – aceasta începe în noiembrie și durează mai bine de două luni. Sfârșitul toamnei este caracterizat de precipitații atmosferice de lungă durată.
Temperatura mai ridicată a aerului în anumite cartiere ale municipiului față de periferii este determinată de activitatea întreprinderilor industriale, a transportului, de încălzirea asfaltului cauzată de radiația solară, etc. În medie, în Chișinău temperatura este cu 0,7 °C mai înaltă în comparație cu împrejurimile lui.
| Indicatori meteo                               | Lunile anului | Lunile anului | Lunile anului | Lunile anului | Lunile anului | Lunile anului | Lunile anului | Lunile anului | Lunile anului | Lunile anului | Lunile anului | Lunile anului | Anual |
| Indicatori meteo                               | I             | II            | III           | IV            | V             | VI            | VII           | VIII          | IX            | X             | XI            | XII           | Anual |
| Precipitații atmosferice, mm                   | 26            | 27            | 27            | 36            | 48            | 71            | 60            | 47            | 33            | 33            | 38            | 30            | 110   |
| Umiditatea relativă a aerului (% medie în 24h) | 82            | 81            | 74            | 61            | 61            | 64            | 62            | 62            | 66            | 73            | 82            | 84            | 71    |
| Umiditatea medie (în %, a h. 13)               | 76            | 74            | 62            | 45            | 45            | 48            | 45            | 44            | 46            | 55            | 74            | 79            | 58    |
| Lumină solară (ore)                            | 70            | 79            | 146           | 201           | 258           | 297           | 329           | 307           | 232           | 168           | 74            | 54            | 2215  |

## Umiditatea aerului
Umiditatea relativă a aerului variază puțin în timpul anului dar mult în perioade restrânse de timp. Cea mai mare – 82–88 la sută – se înregistrează iarna. În perioada caldă (aprilie–septembrie) umiditatea relativă constituie 61–66 %. Vara umiditatea ca mai mare – 64 % – se înregistrează în iunie, când sunt multe precipitații atmosferice. Umiditatea minimă, egală cu 61 %, se înregistrează în aprilie–mai și nu coincide cu temperatura maximă a aerului.

### Precipitații atmosferice
Precipitațiile (depunerile) atmosferice nu sunt constante pe tot parcursul anului. Majoritatea lor (77 %) revin perioadei calde. Iarna precipitațiile cad atât sub formă de lapoviță, cât și de zăpadă, mai rar de ploaie. În ianuarie zăpezile constituie 26 la sută din totalul de precipitații atmosferice, iar în decembrie – 51 la sută. Prima zăpadă cade la începutul lui decembrie, dar nu ninge zilnic. Cantitatea minimă de precipitații (26 mm) se înregistrează în ianuarie, iar cea maximă (71 mm) în iunie. Precipitațiile din perioada de vară poartă un caracter torențial. Cantitatea precipitațiilor atmosferice anuală în oraș (480 mm) este cu 20–40 mm mai mare decât în împrejurimile lui.

## Vânt

Cifrele și săgeţile indică frecvența vânturilor în procente din numărul total de observații. Acalmiile se neglijează

În Chișinău predomină vânturile din direcțiile de nord și nord-vest; iarna sunt posibile vânturi din sud-est, rezultate din anticiclonul siberian. Viteza medie anuală a vânturilor oscilează între 2,5–4,5 m/s, cele mai puternice (3,2 m/s) având loc în februarie, iar cele mai slabe (2,2 m/s) – în septembrie–octombrie. Furtunile pot avea loc în perioada caldă și sunt însoțite, de cele mai multe ori, de ploi torențiale, adesea cu grindină. Pe scara Beaufort, vânturile chișinăuene variază de la 0 la 8 grade, foarte rar trecând peste.